# Quem Pode Mais?
Quem Pode Mais? foi um programa de televisão brasileiro do tipo game show exibido na Rede Bandeirantes, entre 23 de março e 7 de setembro de 2008.
O programa foi apresentado por Daniella Cicarelli.

## Formato
O programa começou em formato de game show, que fazia oposição da "guerra dos sexos", entre o universo masculino e o feminino, onde os mesmos são submetidos a provas, em frente a uma plateia de 120 pessoas. No próprio programa, a apresentadora Daniella Cicarelli apresenta o quadro Coisa de Menino e Menina onde ela vive o universo das profissões do homem e da mulher.
Como a audiência nos primeiros programas não foi satisfatória, houve algumas modificações, como a criação do quadro "Pega Pega", onde são formados pares românticos, e celebridades que faziam aniversário eram homenageadas, às vezes com entrevistas com crianças e outras vezes trocando de papel com outra celebridade. Quem estrearam os dois formatos foram, respectivamente, Raul Gil e José Luiz Datena.
A prova final era o "Hora da Desforra": o finalista tinha que acertar todas as perguntas, caso contrário os participantes eliminados apertariam botões que explodiam os prêmios que poderiam ser ganhos.
Inicialmente o programa seria apresentado ao vivo. Porém, por decisão da emissora, o programa foi exibido totalmente gravado.
Em 7 de setembro de 2008, foi exibido o último programa. Foi cancelado devido a baixa audiência.